# Grover-Algorithmus
Der Grover-Algorithmus ist ein Quantenalgorithmus zur Suche in einer unsortierten Datenbank mit {\displaystyle N} Einträgen in {\displaystyle {\mathcal {O}}\left({\sqrt {N}}\right)} Schritten und mit {\displaystyle {\mathcal {O}}\left(\log N\right)} Speicherbedarf (siehe O-Notation). Er wurde von Lov Grover im Jahre 1996 veröffentlicht und gehört zu den ersten Quantenalgorithmen, für die bewiesen wurde, dass sie mit der Problemgröße besser skalieren als der beste klassische Algorithmus. Im Fall des Grover-Algorithmus handelt es sich um einen quadratischen Speedup. 
Auf einem klassischen Computer ist der prinzipiell schnellstmögliche Suchalgorithmus in einer unsortierten Datenbank die lineare Suche, die {\displaystyle {\mathcal {O}}\left(N\right)} Rechenschritte erfordert. Der Grover-Algorithmus liefert damit eine quadratische Beschleunigung, was für große {\displaystyle N} beträchtlich ist.
Wie die meisten Quantenalgorithmen ist der Grover-Algorithmus ein probabilistischer Algorithmus, d. h., er gibt die korrekte Antwort mit hoher Wahrscheinlichkeit, wobei die Wahrscheinlichkeit einer fehlerhaften Antwort durch wiederholte Ausführung des Algorithmus verkleinert werden kann.

## Anwendungen
Der Grover-Algorithmus ermöglicht eigentlich nicht die direkte Suche in unsortierten Datenbanken, sondern die Umkehrung einer endlichen Funktion {\displaystyle y=f(x)}, denn zu einem gegebenen Wert {\displaystyle y} entspricht ein Wert {\displaystyle x=f^{-1}(y)} der Suche nach einem Wert {\displaystyle x} im Definitionsbereich von {\displaystyle f}.
Der Grover-Algorithmus kann ebenso zur Berechnung des Mittelwerts und des Medians einer Menge von Zahlen verwendet werden sowie zur Lösung des Kollisionsproblems. Weiter kann er zur Lösung NP-vollständiger Probleme eingesetzt werden, indem er die Menge aller möglichen Probleme durchläuft. Obwohl damit NP-vollständige Probleme beträchtlich schneller gelöst werden können, ermöglicht auch der Grover-Algorithmus keine Lösung in polynomialer Zeitkomplexität.

## Detaillierter Ablauf
Der folgende Ablauf des Algorithmus bezieht sich auf die Suche nach einem einzelnen Sucheintrag. Der Algorithmus kann weiter optimiert werden, um einen von mehreren möglichen Einträgen zu finden, wobei deren Anzahl im Vorfeld bekannt ist.

### Voraussetzungen
Gegeben sei eine unsortierte Datenbank mit {\displaystyle N} Einträgen, die in einem {\displaystyle N}-dimensionalen Zustandsraum {\displaystyle {\mathcal {H}}} durch {\displaystyle \log _{2}N} Qubits dargestellt wird. Die Einträge seien mit {\displaystyle 0,1,\dots ,(N-1)} durchnummeriert. Dann wählen wir eine auf {\displaystyle {\mathcal {H}}} wirkende Observable {\displaystyle \Omega } mit {\displaystyle N} verschiedenen Eigenzuständen
{\displaystyle \left\{\left\vert 0\right\rangle ,\left\vert 1\right\rangle ,\cdots ,\left\vert N-1\right\rangle \right\}}
(in der Bra-Ket-Notation) und den zugehörigen Eigenwerten
{\displaystyle \left\{\lambda _{0},\lambda _{1},\cdots ,\lambda _{N-1}\right\}.}
Ferner sei ein unitärer Operator {\displaystyle U_{\omega }} gegeben, der eine Subroutine, das sogenannte Orakel, darstellt, die die Datenbankeinträge effizient nach dem Suchkriterium vergleicht. Der Algorithmus legt nicht fest, wie das Orakel arbeitet, es muss allerdings die Superposition der Quantenzustände verarbeiten und den gesuchten Eigenzustand {\displaystyle \left\vert \omega \right\rangle } erkennen:
{\displaystyle U_{\omega }\left\vert \omega \right\rangle =-\left\vert \omega \right\rangle }
{\displaystyle U_{\omega }\left\vert x\right\rangle =\left\vert x\right\rangle \qquad \forall x\neq \omega }
Ziel des Algorithmus ist es, diesen Eigenzustand {\displaystyle \left\vert \omega \right\rangle }, bzw. äquivalent den Eigenwert {\displaystyle \lambda _{\omega }} zu identifizieren.

### Schrittabfolge
1. Initialisiere das System in den Zustand
{\displaystyle \left\vert s\right\rangle ={\frac {1}{\sqrt {N}}}\sum _{x}\left\vert x\right\rangle }
2. Führe die folgende sog. Grover-Iteration {\displaystyle r(N)}-mal durch. (Die Funktion {\displaystyle r} wird weiter unten beschrieben.)
  1. Wende den Operator {\displaystyle U_{\omega }=I-2\left\vert \omega \right\rangle \left\langle \omega \right\vert } an (erste Householdertransformation).
  2. Wende den Operator {\displaystyle U_{s}=-(I-2\left\vert s\right\rangle \left\langle s\right\vert )} an (zweite Householdertransformation).
3. Führe die Messung von {\displaystyle \Omega } durch. Das Messergebnis beträgt {\displaystyle \lambda _{\omega }} mit einer Wahrscheinlichkeit nahe {\displaystyle 1}, falls {\displaystyle N\gg 1}. Mit der Messung von {\displaystyle \lambda _{\omega }} ist das System im Zustand {\displaystyle \omega }.

## Geometrische Sicht und Bestimmung der Schrittzahlr(N)
Der Anfangszustand lautet
{\displaystyle |s\rangle ={\frac {1}{\sqrt {N}}}\sum _{x}|x\rangle .}
Betrachten wir die von {\displaystyle \left\vert s\right\rangle } und {\displaystyle \left\vert \omega \right\rangle } aufgespannte Ebene. Sei {\displaystyle \vert \omega ^{\times }\rangle } ein Ket-Vektor in dieser Ebene, senkrecht zu {\displaystyle \left\vert \omega \right\rangle }. Da {\displaystyle \left\vert \omega \right\rangle } einer der Basisvektoren ist, folgt
{\displaystyle \langle \omega \mid s\rangle ={\frac {1}{\sqrt {N}}}}
Geometrisch bedeutet das, dass {\displaystyle \left\vert \omega \right\rangle } und {\displaystyle \left\vert s\right\rangle } in einem Winkel von {\displaystyle {\tfrac {\pi }{2}}-\theta } zueinander stehen, wobei {\displaystyle \theta =\theta (N)} gegeben ist durch
{\displaystyle \cos \left({\frac {\pi }{2}}-\theta \right)={\frac {1}{\sqrt {N}}}}
folglich ist
{\displaystyle \sin \theta ={\frac {1}{\sqrt {N}}}}
Der Operator {\displaystyle U_{\omega }} ist eine Spiegelung an der zu {\displaystyle \left\vert \omega \right\rangle } orthogonalen Hyperebene; für Vektoren in der von {\displaystyle \left\vert s\right\rangle } und {\displaystyle \left\vert \omega \right\rangle } aufgespannten Ebene wirkt er als Spiegelung an der Geraden durch {\displaystyle \vert \omega ^{\times }\rangle }. Der Operator {\displaystyle U_{s}} ist eine Spiegelung an der Geraden durch {\displaystyle \left\vert s\right\rangle }. Der Zustandsvektor bleibt also nach der Anwendung von {\displaystyle U_{s}} und {\displaystyle U_{\omega }} in der durch {\displaystyle \left\vert s\right\rangle } und {\displaystyle \left\vert \omega \right\rangle } aufgespannten Ebene. Damit rotiert der Operator {\displaystyle U_{s}\ U_{\omega }} bei jedem Schritt der Grover-Iteration den Zustandsvektor um einen Winkel von {\displaystyle 2\theta } nach {\displaystyle \left\vert \omega \right\rangle }.
Der Algorithmus muss also anhalten, sobald der Zustandsvektor {\displaystyle \left\vert \omega \right\rangle } am nächsten gekommen ist. Weitere Iterationen würden ihn wieder davon weg drehen und damit die Wahrscheinlichkeit der korrekten Antwort wieder verkleinern. Für die optimale Anzahl {\displaystyle r} an Iterationen zur exakten Übereinstimmung mit {\displaystyle \left\vert \omega \right\rangle } gilt
{\displaystyle {\frac {\pi }{2}}-\theta =2\theta r,}
also
{\displaystyle r(N)={\frac {\pi }{4\theta (N)}}-{\frac {1}{2}}}
Da {\displaystyle r} aber eine ganze Zahl sein muss, setzen wir {\displaystyle r} gleich der gerundeten Zahl {\displaystyle {\tfrac {\pi }{4\theta }}-{\tfrac {1}{2}}}. Damit beträgt die Wahrscheinlichkeit, eine falsche Antwort zu messen, {\displaystyle {\mathcal {O}}\left(1-\cos ^{2}\theta \right)={\mathcal {O}}\left(\sin ^{2}\theta \right)}. Die Irrtumswahrscheinlichkeit bei {\displaystyle N} Datenbankeinträgen lautet also asymptotisch {\displaystyle {\mathcal {O}}\left({\tfrac {1}{N}}\right)}, d. h., sie ist vernachlässigbar klein für große {\displaystyle N}.
Für {\displaystyle N\gg 1} gilt {\displaystyle \theta \approx N^{-{\frac {1}{2}}}}, also
{\displaystyle r(N)\longrightarrow {\frac {\pi {\sqrt {N}}}{4}}}

## Erweiterungen
Enthält die Datenbank nicht nur einen, sondern {\displaystyle k} gesuchte Einträge, so funktioniert der Algorithmus ebenfalls, allerdings gilt für die Anzahl {\displaystyle r} durchzuführender Iterationen nun {\displaystyle {\tfrac {\pi }{4}}{\sqrt {\tfrac {N}{k}}}} statt {\displaystyle {\tfrac {\pi }{4}}{\sqrt {N}}}.
Ist {\displaystyle k} unbekannt, so führt man den Grover-Algorithmus in
{\displaystyle {\tfrac {\pi }{4}}{\sqrt {\tfrac {N}{1}}},\;{\tfrac {\pi }{4}}{\sqrt {\tfrac {N}{2}}},\;{\tfrac {\pi }{4}}{\sqrt {\tfrac {N}{4}}},\;{\tfrac {\pi }{4}}{\sqrt {\tfrac {N}{8}}},\ldots }
Iterationen durch. Für beliebiges {\displaystyle k} wird ein gesuchter Eintrag mit genügend hoher Wahrscheinlichkeit gefunden. Die Gesamtzahl von Iterationen beträgt höchstens
{\displaystyle \pi {\frac {\sqrt {N}}{4}}\left(1+{\frac {1}{\sqrt {2}}}+{\frac {1}{2}}+\cdots \right)={\mathcal {O}}\left({\sqrt {N}}\right)}

## Optimalität des Grover-Algorithmus
Der Grover-Algorithmus ist optimal in dem Sinne, dass es keinen Quantenalgorithmus mit weniger als {\displaystyle {\mathcal {O}}\left({\sqrt {N}}\right)} Rechenschritten geben kann. Dieses Resultat ist wichtig, um die Grenzen des Quantenrechnens zu verstehen.
Wäre das Suchproblem beispielsweise mit {\displaystyle {\mathcal {O}}\left(\log ^{c}N\right)} Schritten lösbar, so wäre NP in BQP enthalten.
Ebenso ist die Anzahl i. A. notwendiger Iterationen für {\displaystyle k} gesuchte Einträge, also {\displaystyle \pi {\sqrt {\tfrac {N}{2k}}}}, optimal.

## Qualitatives Argument
Um ein heuristisches Verständnis des quantenmechanischen Verfahrens im Vergleich zum klassischen Vorgehen zu gewinnen, und für Verallgemeinerungen, ist es sinnvoll den folgenden Spezialfall zu betrachten: die gesuchte Information soll auf einem spezifischen Gitterpunkt eines Quadratgitters liegen. Die Suche erfordert also klassisch im schlimmsten Fall {\displaystyle N} Schritte, wenn {\displaystyle {\sqrt {N}}} die Kantenlänge des Quadrates ist. Quantenmechanische Zustände sind dagegen Strahlen im Hilbertraum, d. h., sie sind nur bis auf einen Faktor bestimmt, und wenn man vom Zentrum des Quadrates ausgeht, ist die Richtung {\displaystyle \theta } des Strahls durch eine Punktmenge gegeben, welche nur dem Umfang und nicht dem Inhalt des Quadrates entspricht, also einer Menge {\displaystyle \sim {\mathcal {O}}\!\left({\sqrt {N}}\right)}. Um einen speziellen Punkt auf dem gewählten Strahl zu finden, muss man nur noch Interferenzexperimente mit anderen quantenmechanischen Zuständen durchführen, was praktisch ohne zusätzlichen Zeitaufwand möglich ist. Die gesuchte Information erhält man also quantenmechanisch in {\displaystyle {\mathcal {O}}\!\left({\sqrt {N}}\right)} Schritten.

## Verwandte Themen
Ein ganz anderes Problem, bei dem Quantencomputer ebenfalls eine wesentliche Beschleunigung bringen, betrifft die Faktorisierung einer sehr großen Zahl (siehe Shor-Algorithmus).